# Estádio Rei Pelé
Estádio Rei Pelé – wielofunkcyjny stadion w Maceió, Alagoas, Brazylia, na którym swoje mecze rozgrywa klub Clube de Regatas Brasil i Centro Sportivo Alagoano